# Окунев, Николай Александрович (судья)
Никола́й Алекса́ндрович О́кунев (1 января 1858 года,  Устюженский уезд Новгородской Губернии—предположительно 1939) — основоположник ювенального суда и первый детский мировой судья в Российской империи.

## Биография
Николай Александрович Окунев родился 1 января 1858 года в Устюженском уезде Новгородской Губернии. Дворянин.
Курс среднего образования получил в Петербурге в 7-й Гимназии (преобразована в 1872 году в 1-е Реальное Училище). Экзамен об окончании курса сдал -экстерном- во 2-м Реальном училище.
1 июня 1881 года Окунев был арестован и отдан административным порядком на три года под гласный надзор полиции с обязательством проживания в г. Устюжне Новгородской губернии. Все это произошло в результате обнаружения у него запрещённых материалов. Данные события произошли в его родном городе Устюжне, в том месте, где он проживал в тот момент…
За время нахождения в Устюжне, он прошел курс юридического факультета, изучая материал в домашних условиях.
После освобождения Окунева 13 Октября 1884 года Устюжинским Уездным Земским Собранием, он в возрасте 26 лет, был избран на должность участкового мирового судьи.
Эту должность Окунев занимал вплоть до 1890 года.
Николай Александрович был первым мировым судьёй по делам несовершеннолетних в России (1910-1918), одним из инициаторов создания особых судов и распространения исправительно-воспитательных учреждений для несовершеннолетних.
В эти же годы особые суды для несовершеннолетних действовали в ряде городов России; после революции все они прекратили своё существование и никогда не возобновлялись.
После революции Н. А. Окунев занимался проблемами помощи несовершеннолетним в новых условиях; он привнёс значительный вклад в дело развития отделения СПОН Ленинградского Педагогического института им. А.И. Герцена.
Система СПОН – социально-правовой охраны несовершеннолетних начала формироваться в 1918 году. Она включала мероприятия государства, направленные на помощь детям, оставшимся без попечения родителей.

## Карьера[2]
- 1879—1882 гг. — Помощник секретаря Устюженского съезда мировых судей.
- 1886—1889 гг. — Участковый мировой судья 1-го участка Устюженского уезда (камера в г. Устюжне). Коллежский регистратор.
- 1887—1889 гг. — Гласный Устюженского уездного земского собрания от землевладельцев.
- 1888—1889 гг. — Член Устюженского по питейным делам присутствия.
- 1888—1889 гг. — Член правления Устюженского общества пособия бедным учащимся в мужской и женской прогимназиях.
- 1888—1905 гг. — Гласный губернского земского собрания от Устюженского уезда.
- 1890 г. — Гласный Устюженского уездного земского собрания от сельских обществ.
- 1890 г. — Член правления Устюженского общества пособия бедным учащимся в женской прогимназии.
- 1890—1909 гг. —  Почетный мировой судья Устюженского уезда. Титулярный советник.
- 1892 г. — Член губернской земской управы.
- 1892—1905 гг. — Гласный от 1-го избирательного собрания Устюженского уездного земского собрания.
- 1893 г. — Депутат Дворянского собрания от Устюженского уезда.
- 1905, 1907 гг. — Член Устюженского уездного комитета попечительства о народной трезвости.

## Семья
Николай Александрович — дед по материнской линии физика-теоретика Н. С. Крылова и юриста Бориса Сергеевича Крылова (1923—2013);
прадед дипломата С. Б. Крылова, тесть юриста С. Б. Крылова.
Дочь: Ева Николаевна Крылова (Окунева), 1886—1976 гг.